# Route 61 (Ontario)
Pour les articles homonymes, voir Route 61.
La route 61 est une route provinciale de l'Ontario reliant les États-Unis à Thunder Bay, longeant la rive ouest du lac Supérieur. Possédant une longueur de 61 kilomètres, elle est le principal lien industriel entre Thunder Bay et les États-Unis, vers Minneapolis.

## Description du tracé
La route 61 commence à la frontière entre le Canada et les États-Unis, soit sur la Pigeon River. La 61 se poursuit en tant que route 61 du Minnesota aux États-Unis vers Duluth.
 Bref, la route 61 se dirige vers le nord-nord-est pendant une quarantaine de kilomètres en passant près de Cloud Bay et de Neebing. Après avoir croisé la route 130 en direction de Rosslyn Village, elle bifurque vers l'est pour rejoindre Thunder Bay, la plus grande ville de la région. La route 61 est une voie de contournement à Thunder Bay, possédant 4 voies séparées avec de nombreuses intersections en direction du centre-ville de Thunder Bay. La 61 se termine à la jonction des routes 11 et 17 en direction de Sault-Sainte-Marie, Kenora ou du Manitoba.

## Intersections Principales
| ville                                       | km | Intersection             | Destinations                         | Notes                                          |
| ------------------------------------------- | -- | ------------------------ | ------------------------------------ | ---------------------------------------------- |
| Frontière Canada-USA                        | 0  | State Route 61 sud       | Duluth, Minneapolis                  | Début de la 61; poste frontalier ouvert 24h/24 |
| Beeling                                     | 35 | R-608 ouest              | South Gillies, Hymers                |                                                |
| Beeling                                     | 41 | R-130 nord               | Rosslyn Village                      |                                                |
| Thunder Bay                                 | 55 | Broadway Ave.            | Parc Industriel de Thunder Bay       |                                                |
| Thunder Bay                                 | 57 | Neebing St./Princess St. | quartier West Fort William           |                                                |
| Thunder Bay                                 | 58 | Arthur St.               | Centre-ville                         |                                                |
| Thunder Bay                                 | 61 | R-11 / R-17              | Kenora, Winnipeg, Sault-Sainte-Marie | Fin de la 61                                   |
| Jaune: Intersection avec feu de circulation |    |                          |                                      |                                                |